# Jovana Janković
Jovana Janković (szerbül: Јована Јанковић), férjezett nevén Jovana Joksimović (szerbül: Јована Јоксимовић) (Belgrád, 1981. április 25.) szerb televíziós személyiség. Ő volt az 53. Eurovíziós Dalfesztivál házigazdája, ahol Željko Joksimović volt a partnere.

## Élete
Televíziós pályafutását 19 éves korában kezdte. Az egyetem befejezése után riporterként kezdett dolgozni a szerb BKTV-nél.
Jelenleg a Szerb Állami Televíziónál dolgozik.